# Edgar Ibarra
Edgar Alexander Ibarra (né le 31 mai 1989 à Valencia, Carabobo, Venezuela) est un lanceur de relève gaucher de la Ligue majeure de baseball.

## Carrière
Edgar Ibarra signe son premier contrat professionnel en 2006 avec les Twins du Minnesota. Il joue 9 saisons en ligues mineures dans l'organisation des Twins sans atteindre les majeures, puis signe un contrat avec les Angels de Los Angeles d'Anaheim avant la saison 2015.
Quelques jours après son 26e anniversaire de naissance, Ibarra, un lanceur de relève, fait ses débuts dans le baseball majeur avec les Angels le 2 juin 2015 en lançant deux manches sans accorder de point ni de coup sûr aux Rays de Tampa Bay. Il lance 4 manches en deux sorties pour les Angels en 2015.
Il passe le camp d'entraînement du printemps 2016 avec les Phillies de Philadelphie mais est retranché de l'équipe à la fin de celui-ci.